# Солодуха, Антон Яковлевич
Солодуха Антон Яковлевич (24 апреля 1936, Головно, Волынское воеводство — 12 октября 2006, Кривой Рог, Днепропетровская область) — советский шахтёр, проходчик криворожского рудоуправления имени С. М. Кирова. Почётный горняк СССР. Герой Социалистического Труда (1981).

## Биография
Родился 24 апреля 1936 года в селе Кучаны (ныне пгт Головно).
После окончания семи классов по направлению райкома комсомола приехал в Кривой Рог. В 1954 году окончил горно-промышленную школу № 5 рудоуправления имени Кирова (будущее училище № 37) и направлен на 8-й участок шахты имени Кирова, где работал машинистом погрузочной машины. Продолжил обучение в учебно-курсовом комбинате рудоуправления имени Кирова и через полгода получил удостоверение взрывника, ещё через полгода — бурильщика, потом — крепильщика. Права на управление шахтным электровозом получал в один день со своей женой Галиной.
В 1971 году окончил Криворожский техникум рудничной автоматики.
В 1963 году возглавил бригаду проходчиков на 8-м участке шахты № 1 имени Артёма рудоуправления имени С. М. Кирова. В 1973 году возглавил комплексную бригаду проходчиков-скоростников, которой поручили досрочно открыть новый горизонт. 700 метров прошли за месяц одним забоем, с креплением 312 погонных метров горных выработок сечением 11 м². Сменная выработка каждого из 25 членов бригады за время скоростной проходки в шесть раз превысила средние показатели по отрасли. Бригада и далее устанавливала рекорды в горно-добывающей отрасли.
Был новатором производства и рационализатором, наставником молодёжи, организатором скоростных проходок, инициатором почина передачи лучшего опыта в каждую бригаду. Одним из первых внедрил бригадный подряд на рудниках Кривбасса.
Указом Президиума Верховного Совета СССР от 2 марта 1981 года за выдающиеся производственные достижения, досрочное выполнение заданий десятой пятилетки и принятых социалистических обязательств по выпуску продукции, улучшению её качества, повышению производительности труда и проявленную трудовую доблесть Солодухе Антону Яковлевичу присвоено звание Героя Социалистического Труда с вручением ордена Ленина и золотой медали «Серп и Молот».
Делегат XXVI съезда КПУ.
Двое сыновей Николай и Владимир пошли по стопам отца — работали в шахте в одной бригаде.
Умер 12 октября 2006 года в Кривом Роге, где и похоронен.

## Награды
- Медаль «Серп и Молот» (02.03.1981);
- Дважды орден Ленина (1971, 02.03.1981);
- Орден Трудового Красного Знамени;
- Орден «Знак Почёта»;
- Почётный горняк СССР.

## Память
- Имя на Стеле Героев в Кривом Роге.